# Manipel (Einheit)
Manipel (lateinisch manipulus und manipula: Handvoll; abgekürzt: M.) war ein Apothekergewicht für trockene Substanzen und sollte eine halbe Unze betragen. Es hatte die Bedeutung von einer Handvoll, entsprechend dem Inhalt einer hohlen Hand als Hohlmaß. Das Maß wurde genommen, wenn es nicht auf ein genaues Gewicht ankam. Anwendung fand das Manipel im Geltungsbereich des Nürnberger Medizinalgewichtes.
- 1 Manipel = ½ Unze